# Eupithecia rotundopuncta
Eupithecia rotundopuncta är en fjärilsart som beskrevs av Alpheus Spring Packard 1871. Eupithecia rotundopuncta ingår i släktet Eupithecia och familjen mätare. Inga underarter finns listade i Catalogue of Life.